# Попова (Иркутская область)
Попо́ва — деревня в Ольхонском районе Иркутской области. Входит в Еланцынское муниципальное образование. 

## География
Находится в 9,5 км к юго-западу от районного центра, села Еланцы, в 2,5 км к югу от региональной автодороги 25К-003 Баяндай — Хужир.

## Население
| 2002 | 2010 | 2011 | 2012 |
| ---- | ---- | ---- | ---- |
| 17   | ↘7   | →7   | ↘4   |

По данным Всероссийской переписи, в 2010 году в деревне проживало 7 человек (2 мужчины и 5 женщин).